# 稲葉聡
稲葉 聡（いなば さとし、1985年10月14日 - ）は、日本の将棋のアマチュア選手。アマチュアとしては史上初めて、プロ公式棋戦（加古川青流戦）で優勝した。棋士の稲葉陽は実弟。男性。

## 経歴
兵庫県西宮市出身。小学1年の頃に将棋を覚え、小学3年で加古川市転居し、加古川市立氷丘南小学校5年の夏から井上慶太が指導する将棋教室に通った。中学2年の時に、プロ棋士養成機関新進棋士奨励会に入会し、井上門下となった。しかし2001年、中学卒業と同時に3級で奨励会を退会。兵庫県立東播工業高等学校2年時にアマチュア大会で敗れたのが悔しく、再び将棋に本格的に取り組むようになり、同年度の全国高等学校文化連盟将棋新人大会で優勝する。立命館大学では将棋研究会部長を務め、2004年には学生名人となった。
社会人になってからは、愛知県名古屋市の税理士事務所勤務のかたわら、将棋のアマチュアとして活躍。また、毎週奨励会員との研究会に参加し、腕を磨いた。この時のメンバーに奨励会への入会前の藤井聡太がおり、三段リーグに入るまで4年間、練習将棋を指した。のち、自身が加古川青流戦で勝ち進んでいたころ、藤井には次第に勝てなくなっていったという。稲葉は藤井を「藤井君は伸び悩む時期がなかった。奨励会で有段になれば誰でも壁に当たると思っていたが、順調に日々強くなっていった」と評した。
2007年にはプロ公式戦に初出場した（第1回朝日杯将棋オープン戦、戸辺誠に敗退）。2011年、第24回アマ竜王戦で優勝し、奨励会三段リーグ編入試験を受験したが、不合格だった。
2015年には第38期朝日アマ名人戦で優勝した。同年、第5期加古川青流戦アマチュア選抜大会Aブロックで優勝した。第5期加古川青流戦（プロ公式戦）に出場し、アマチュアとしては2人目となるプロ公式棋戦決勝進出を決めた。増田康宏との決勝三番勝負では、10月24日の1局目を落としたが、10月25日に2連勝し、アマチュアとしては史上初のプロ公式棋戦優勝を決めた。この時点でプロ公式戦成績は「最も良いところから見て」で9勝3敗（通算10勝8敗）となり、プロ編入試験受験資格獲得（「最も良いところから見て」10勝かつ勝率.650以上）まであと1勝に迫った。しかし稲葉はプロに挑戦する意志はない旨を公表した。同年、第52期赤旗名人となり、赤旗名人のアマチュア枠で出場した新人王戦は初戦敗退であった。
2016年の第6期加古川青流戦は、特例でアマチュア大会免除で出場したが、やはり初戦敗退だった。6月18日、第10回朝日杯将棋オープン戦・一次予選1回戦で今泉健司に勝利し、プロ編入試験受験資格を得た。しかし稲葉は、権利を行使しない意向を示した。なお、同日に加來博洋もプロ編入試験受験資格を得たが、やはり権利行使はしなかった。